# Сивцов Василь Платонович
Василь Платонович Сивцов (11 вересня 1894—28 травня 1973) — передовик радянського сільського господарства, бригадир свиноферми ордена Трудового Червоного Прапора кінного заводу № 157, Мечетинський район Ростовської області, Герой Соціалістичної Праці (1949).

## Біографія
Народився в 1894 році в селі Богородицьке, нині Піщанокопського району Ростовської області.
З 1921 року почав трудову діяльність на кінному заводі №157 імені першої Кінної Армії Мечетинського району Ростовської області. Очолював одну з бригад на свинотоварной фермі. У перші повоєнні роки його бригада стала однією з кращих на Дону. 
У 1948 році виростив від 26 свиноматок по 25 поросят в середньому на одну свиноматку. Середньо жива вага 2-х місячного порося склав 15 кг. 
Указом Президії Верховної Ради СРСР від 26 липня 1949 року за отримання високої продуктивності в тваринництві Василю Платоновичу Сивцову присвоєно звання Героя Соціалістичної Праці з врученням ордена Леніна і медалі «Серп і Молот».
Обирався депутатом селищної Ради. Неодноразовий учасник виставок досягнень народного господарства. 
Продовжував працювати. Надалі вийшов на заслужений відпочинок.
Помер 28 травня 1973 року.

## Нагороди
- золота зірка «Серп і Молот» (26.07.1949)
- орден Леніна (26.07.1949)
- інші медалі.